# World Club Challenge 2004
El World Club Challenge de 2004 fue la decimosegunda edición del torneo de rugby league más importante de clubes a nivel mundial.

## Formato
Se enfrentan los campeones del año anterior de las dos ligas más importantes de rugby league del mundo, la National Rugby League y la Super League.

## Participantes
| Liga                       | Ganador          |
| -------------------------- | ---------------- |
| National Rugby League 2003 | Penrith Panthers |
| Super League VIII          | Leeds Rhinos     |

## Encuentro
| 13 de febrero de 2004 | Bradford Bulls | 22 - 4 | Penrith Panthers | Kirklees Stadium, Huddersfield  |  |
|                       |                |        |                  | Asistencia: 18 962 espectadores |  |

| Bandera de Inglaterra  |
| Campeón Bradford Bulls |
| Segundo título         |